# Fuerte Antoine
El Fuerte Antoine (en francés: Le Fort Antoine) es un pequeño anfiteatro en la avenida de la Quarantaine en el sector de Monaco Ville en el principado de Mónaco. 
El teatro fue construido originalmente como una fortaleza a principios del siglo XVIII antes de su destrucción en  1944, el príncipe Raniero III impulso el proyecto para que la fortaleza fuese reconstruida como teatro en 1953. El parapeto de la fortaleza fue proporcionado por setos de Pittosporum. La naturaleza militarista de su arquitectura se ha mantenido con una torre de vigilancia y una pirámide de balas de cañón en el centro del teatro.